# آتسوشی اوگاتا
آتسوشی اوگاتا (انگلیسی: Atsushi Ogata؛ زادهٔ ۱ ژانویهٔ ۱۹۶۲) کارگردان فیلم، و فیلم‌نامه‌نویس اهل ژاپن است.